# Namibiana gracilior
Namibiana gracilior là một loài rắn trong họ Leptotyphlopidae. Loài này được Boulenger mô tả khoa học đầu tiên năm 1910.